# St. Maria Magdalena (Bösperde)

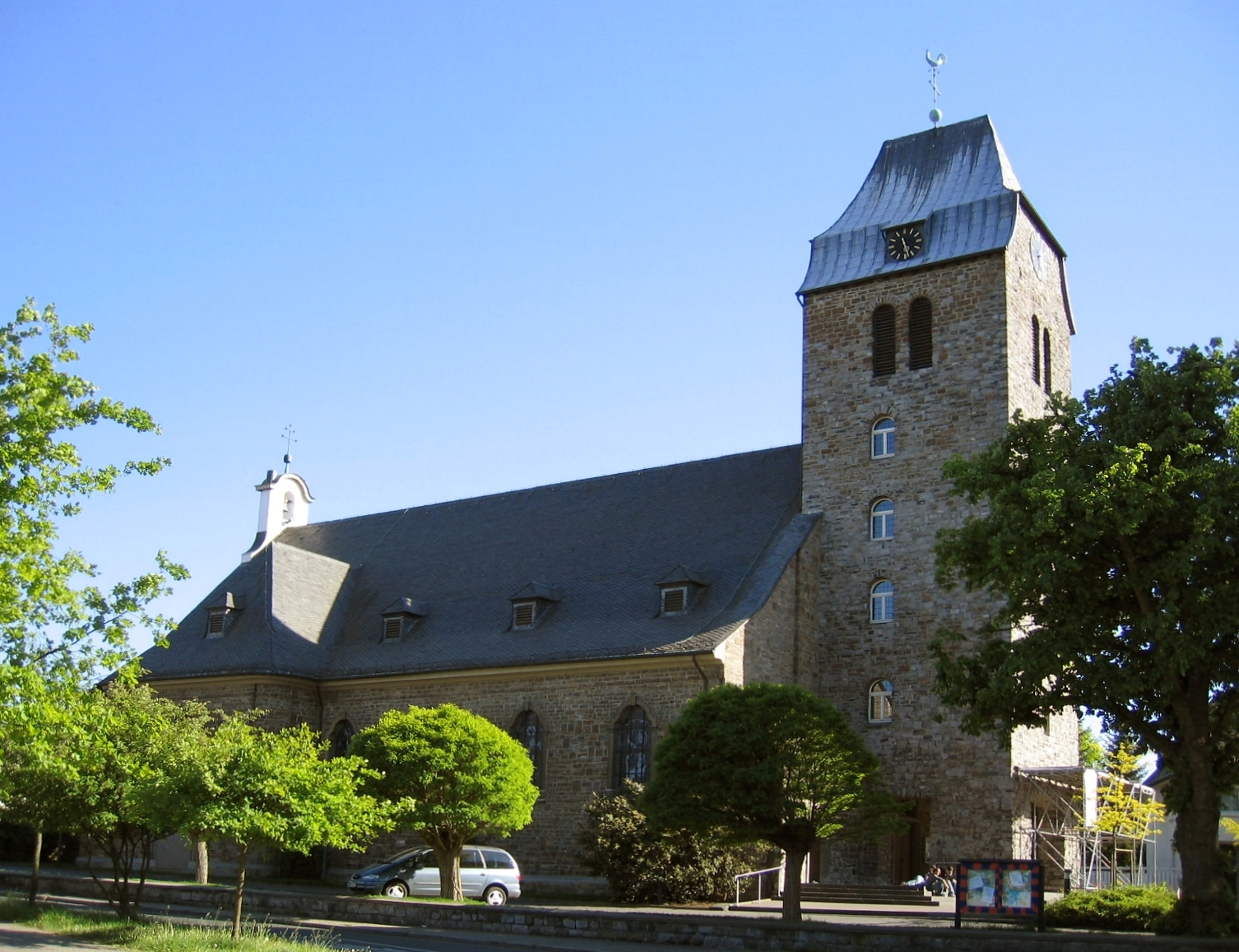
Pfarrkirche St. Maria Magdalena

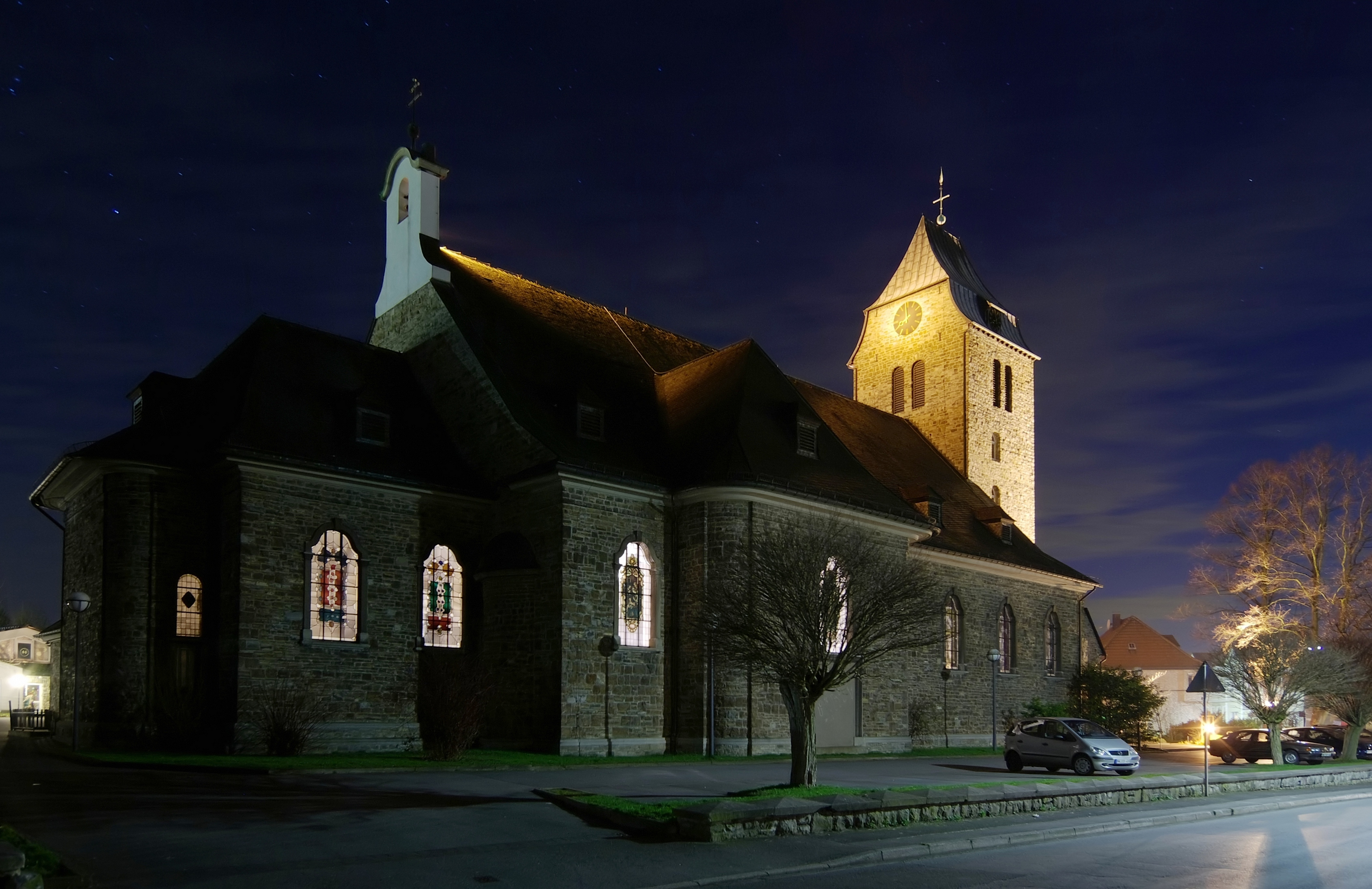
Pfarrkirche St. Maria Magdalena, beleuchtet

Die katholische Pfarrkirche St. Maria Magdalena ist ein denkmalgeschütztes Kirchengebäude in Bösperde, einem Ortsteil der Stadt Menden im Märkischen Kreis (Nordrhein-Westfalen). Die Gemeinde gehört zum Pastoralverbund Menden-Nord im Erzbistum Paderborn.

## Geschichte und Architektur
Die Filialkirchengemeinde wurde am 1. März 1912 gegründet, es wurde eine Notkirche errichtet. 1921 wurde nach Plänen des Paderborner Dombaumeisters mit dem Bau der Kirche begonnen, der erste Spatenstich erfolgte am 16. März, der Grundstein wurde am 22. Mai gelegt und am 3. November wurde das Dach gerichtet. Der Weihbischof Hähling weihte die Kirche am 1. Oktober 1922 ein. Der Grundstein für den Turm wurde 1953 gelegt, er wurde 1955 fertiggestellt. Ab Oktober 2004 wurde mit einer umfangreichen Renovierung der Kirche begonnen. Die Elektrische Anlage, die Ausleuchtung und die Heizung wurden erneuert. Ein besonderes Gewicht wurde auf die Ausmalung des Innenraums gelegt. Der Glockenstuhl wurde grundlegend überarbeitet und die Orgel wurde neu gestimmt. Der Taufstein wurde in die Mitte des Kirchenraumes gesetzt und der Hochaltar wurde vorgezogen. Durch diese Maßnahme entstand hinter dem Altar ein neuer Raum, in dem Gewänder und liturgische Gegenstände gelagert werden. Die Kirchenbänke wurden grau lasiert. Im Jahr 2006 lösten sich Teile der Verfugung am Turm. Es waren umfangreiche Putzarbeiten notwendig.

## Ausstattung
- Die Kirchenbänke wurden 1924 von der Kunstschreinerei Gödecke aus Niederhenneborn angefertigt.
- Die Kanzel ist eine Stiftung der Firma Brunswicker.
- Die Monstranz wurde ebenfalls von der Firma Brunswicker gestiftet.
- Der Messkelch und das Ziborium wurden bei Cassau in Paderborn gekauft.
- Eine Bronze-Skulptur der Maria Magdalena wurde 2005 nach einer von Nina Koch gearbeiteten Figur in Stuckgips, in Bronze gegossen.[4]
- Farbglasfenster von Albert Zentner aus den Jahren um 1925 und Hubert Spierling aus den Jahren 1979 und 1984.[5]
- Das vierstimmige Gussstahlgeläut erklingt in h°-d'-e'-fis', wurde 1955 aufgehängt und hat in seiner großstädtischen Dimension eine große Fernwirkung.